# パーク・プラザ・ビクトリア・アムステルダム

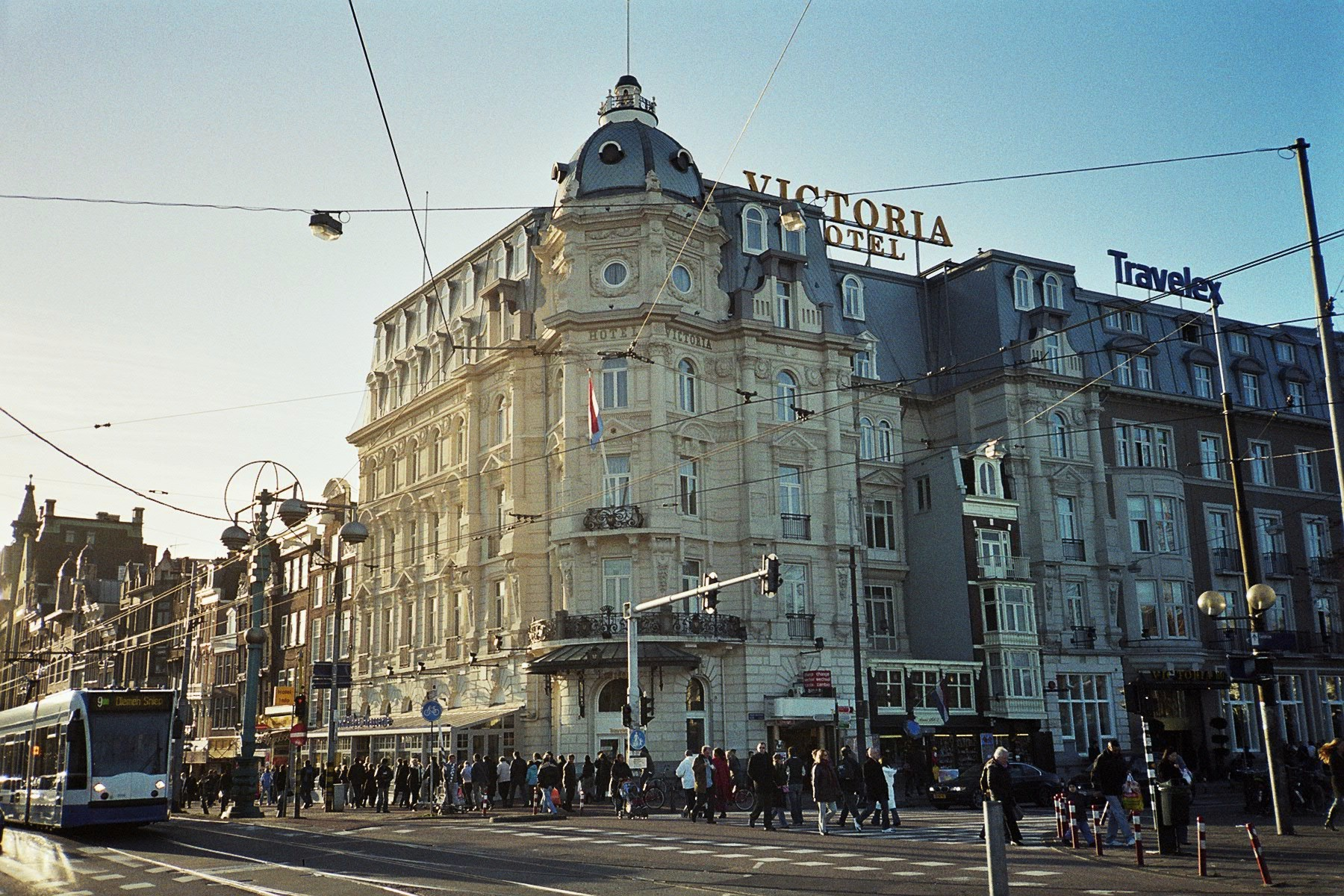
ビクトリア・ホテル、2007年1月撮影。

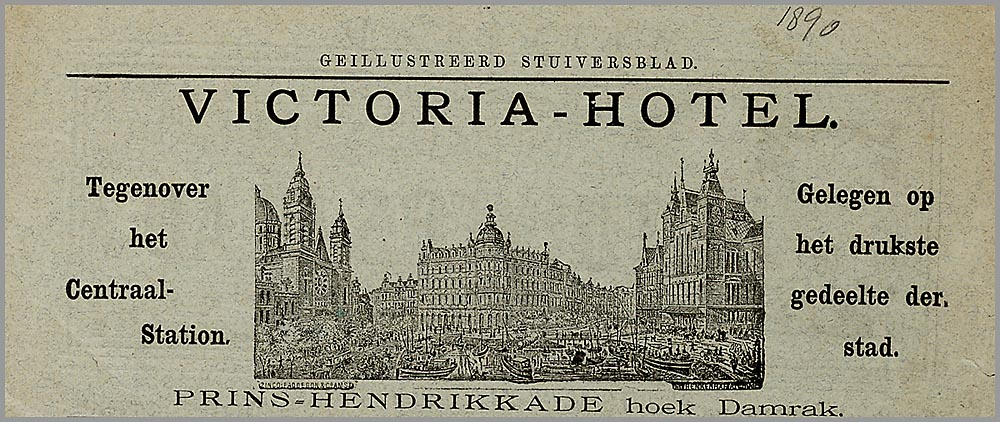
開業した1890年に『Geïllustreerd Stuiversblad』紙に掲載された広告。

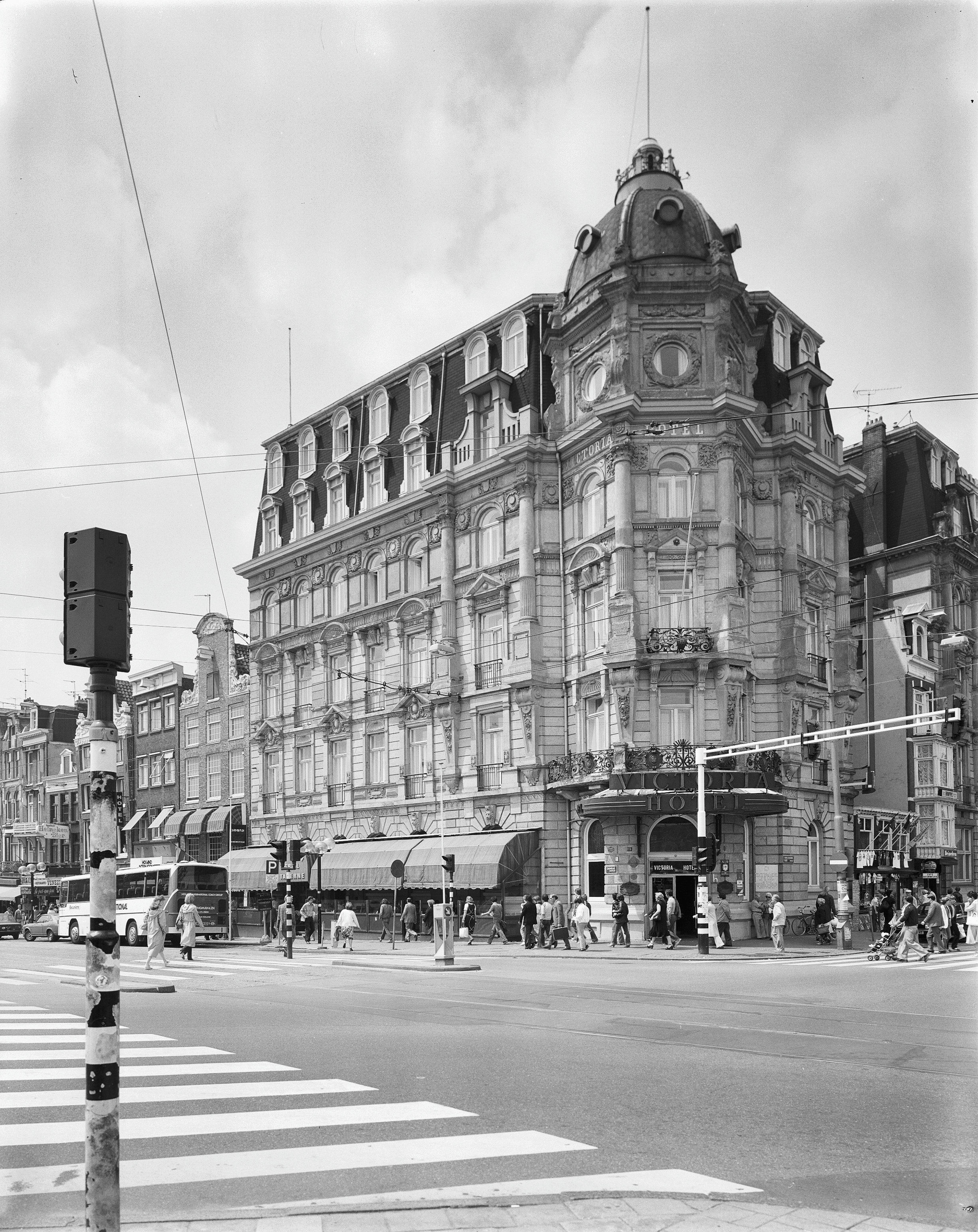
ビクトリア・ホテル、1979年7月撮影。

パーク・プラザ・ビクトリア・アムステルダム (Park Plaza Victoria Amsterdam) は、パーク・プラザ・ホテルズ&リゾーツが経営する、オランダのアムステルダムにある大きなホテル。アムステルダム中央駅に近い、ダムラクとプリンス・ヘンドリックカーデが接する角地に建っており、パーク・プラザによる買収以前から、ビクトリア・ホテル (Victoria Hotel) として広く知られた。
1890年8月19日に開業したこのホテルは、ヨハン・フリードリッヒ・ヘンケンハフ (Johann Friedrich Henkenhaf) が設計したものである。オランダで最初に電灯を導入したホテルであった。有名な顧客に、ビリー・グラハム、ルイ・アームストロング、ツァラー・レアンダー、ファッツ・ドミノ、グレンダ・ジャクソンらがいた。
このホテルは、先んじて建っていたプリンス・ヘンドリックカーデ45-47番地の2軒の建物を取り囲むような形で建っているが、これは価格が高すぎて、ホテル側がこれらの建物を買収できなかったためである。この一件をめぐる話は、『Publieke Werken』という題名で書籍となり、さらに映画 (Publieke Werken) にもなった、このホテルの建物は、2015年の映画『A Noble Intention』でも大きく取り上げられた。
4階建のこのホテルは、2012年に改装をおこない、306室を備えている。